# Helius plebeius
Helius plebeius är en tvåvingeart som beskrevs av Alexander 1946. Helius plebeius ingår i släktet Helius och familjen småharkrankar.
Artens utbredningsområde är Ecuador. Inga underarter finns listade i Catalogue of Life.